# UCI Track Cycling Nations’ Cup 2022

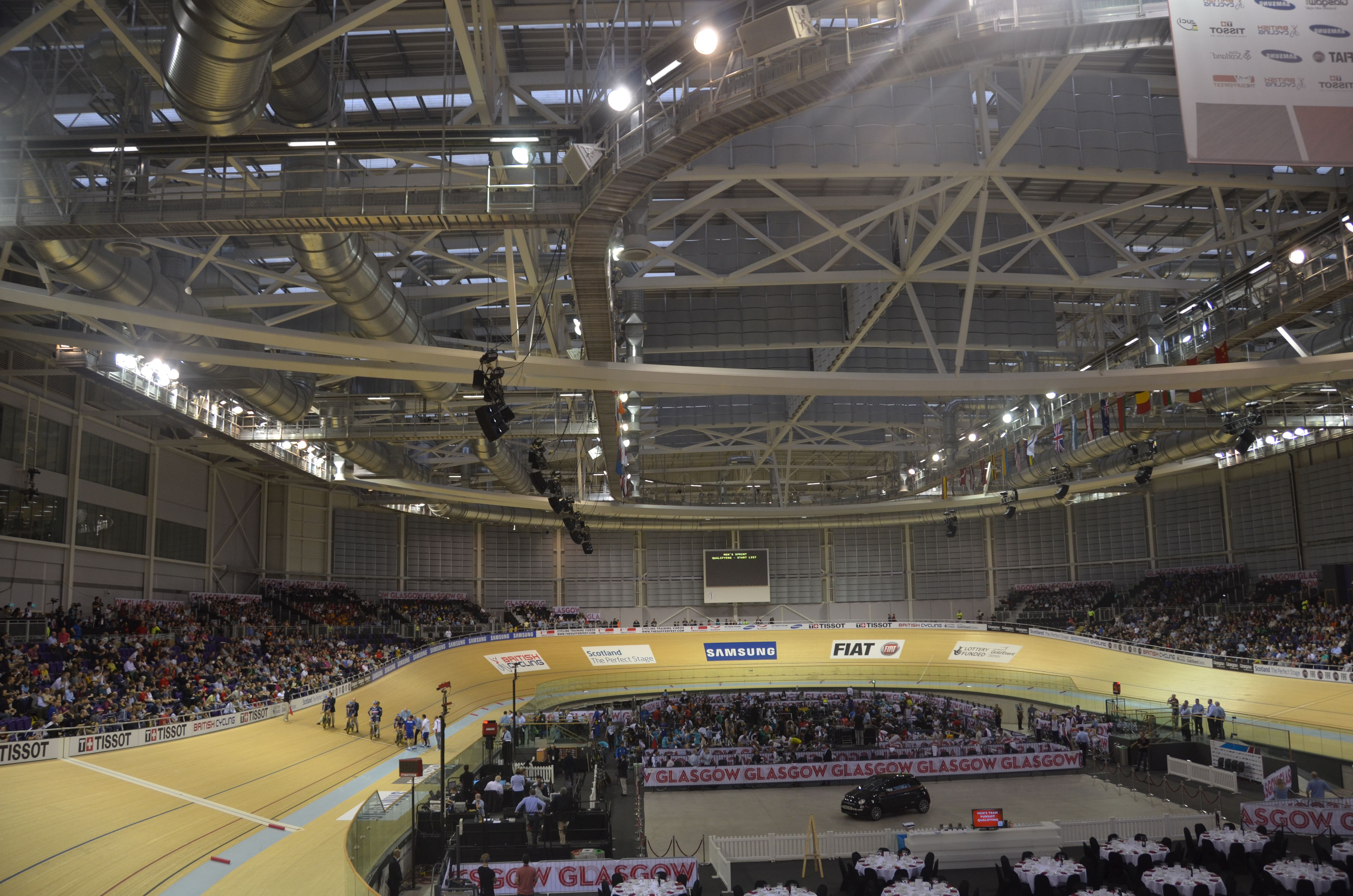
Innenraum des Sir Chris Hoy Velodrome in Glasgow

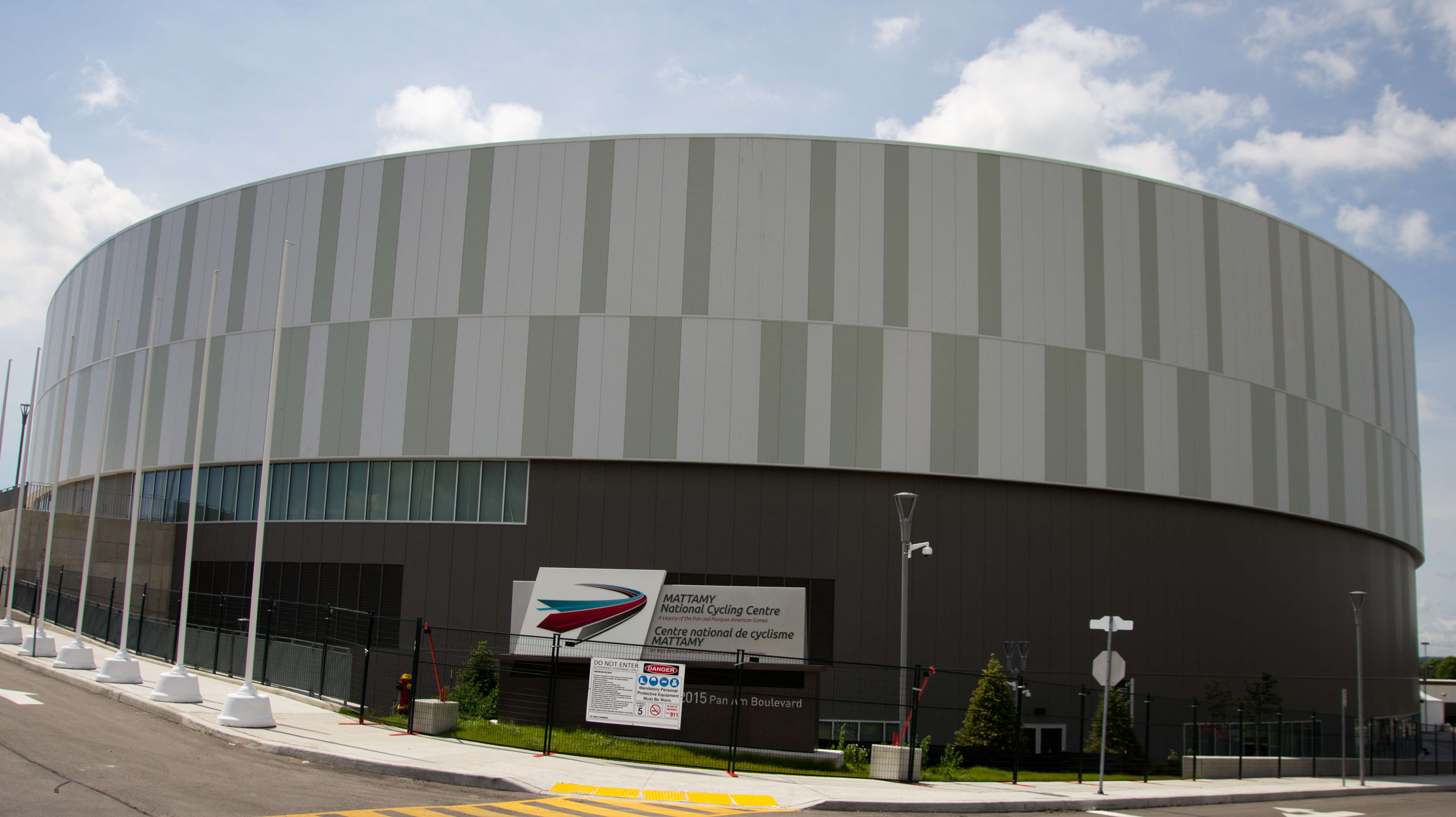
Das Mattamy National Cycling Centre in Milton, Kanada

Der UCI Track Cycling Nations’ Cup 2022 (deutsch UCI Bahnradsport-Nationencup) war die zweite Austragung dieser Serie von Bahnradsport-Wettbewerben, die durch die Union Cycliste Internationale organisiert wird. 

## Austragungsorte
| Datum         | Sportstätte                     | Ort     |
| ------------- | ------------------------------- | ------- |
| 21.–24. April | Sir Chris Hoy Velodrome         | Glasgow |
| 12.–15. Mai   | Mattamy National Cycling Centre | Milton  |
| 7.–10. Juli   | Velódromo Alcides Nieto Patiño  | Cali    |

## Beteiligung
An den Wettbewerben in Glasgow, Milton und Cali nahmen Athleten aus den folgenden 57 Nationalmannschaften und 14 UCI Track Teams teil.
| Afrika - Ägypten - Algerien - Nigeria - Südafrika Asien - Hongkong - Indien - Indonesien - Japan - Kasachstan - Laos - Malaysia - Chinesisch Taipeh - Thailand - Usbekistan - Volksrepublik China | Amerika - Argentinien - Barbados - Brasilien - Chile - Costa Rica - Guatemala - Jamaika - Kanada - Kolumbien - Mexiko - Peru - Suriname - Trinidad und Tobago - Venezuela - Vereinigte Staaten | Europa - Armenien - Belgien - Dänemark - Deutschland - Frankreich - Griechenland - Großbritannien - Irland - Israel - Italien - Lettland - Litauen - Niederlande - Norwegen - Österreich | - Polen - Portugal - Rumänien - Schweiz - Slowenien - Spanien - Slowakei - Tschechien - Ukraine - Ungarn Ozeanien - Australien - Neuseeland |

UCI Track Teams:
| - BCC Beat Cycling - BDR Henan Bodywrap Cycling Team - BGT Team Bridgestone Cycling - CWD Chaney Windows And Doors - EUS Eustrak-Euskadi | - GDT Giant Dijon Track Team - LXC Lx Cycling Team - RKD Team Rakuten K Dreams - SDP Spellman Dublin Port Track Team - STR Star Track Cycling | - TBR Team Breeze - TIN Team Inspired - WAL Team Wales - WTT Women Track Team |

## Resultate
- Fahrerinnen und Fahrer, deren Name kursiv geschrieben sind, bestritten bei Mannschaftswettbewerben lediglich Runden vor dem Finale.
- Fahrerinnen und Fahrer, die für ein UCI Track Team angetreten sind, sind mit dessen Kürzel vor dem Namen gekennzeichnet.

### Frauen

#### Sprint
| Ort     | Siegerin        | Zweite                  | Dritte          |
| ------- | --------------- | ----------------------- | --------------- |
| Glasgow | Kelsey Mitchell | BCC Laurine van Riessen | Martha Bayona   |
| Milton  | Emma Hinze      | Kelsey Mitchell         | Martha Bayona   |
| Cali    | Mathilde Gros   | Martha Bayona           | Ellesse Andrews |

Gesamtwertung
| Pos. | Fahrerin                 | Glas | Mil | Cali | Pkt  |
| ---- | ------------------------ | ---- | --- | ---- | ---- |
| 1.   | Martha Bayona            | 640  | 640 | 720  | 2000 |
| 2.   | Laurine van Riessen      | 720  | 520 | 600  | 1840 |
| 3.   | Kelsey Mitchell          | 800  | 720 | –    | 1520 |
| 4.   | Mathilde Gros            | 560  | –   | 800  | 1360 |
| 5.   | Lauriane Genest          | 520  | 600 | –    | 1120 |
| 6.   | Hetty van de Wouw        | 176  | 360 | 520  | 1056 |
| 7.   | Guo Yufang               | –    | 480 | 480  | 960  |
| 8.   | Emma Hinze               | –    | 800 | –    | 800  |
| 9.   | Ellesse Andrews          | –    | –   | 640  | 640  |
| 10.  | Taky Marie-Divine Kouamé | 232  | –   | 400  | 560  |

#### Keirin
| Ort     | Siegerin        | Zweite          | Dritte              |
| ------- | --------------- | --------------- | ------------------- |
| Glasgow | Mathilde Gros   | Martha Bayona   | Lauriane Genest     |
| Milton  | Kelsey Mitchell | RKD Mina Satō   | –––                 |
| Cali    | Martha Bayona   | Ellesse Andrews | Shanne Braspennincx |

Im Finale von Milton kam es hinter den Führenden zum Sturz dreier Fahrerinnen, die das Rennen nicht beenden konnten. Die ursprünglich Zweitplatzierte Lea Sophie Friedrich wurde auf den sechsten Platz relegiert, da sie nach Meinung der Jury den Sturz ausgelöst habe. Die Gestürzten bekamen die Punkte einer Drittplatzierten, die dritte Stufe auf dem Podium blieb jedoch leer.
Gesamtwertung
| Pos. | Fahrerin                | Glas | Mil | Cali | Pkt  |
| ---- | ----------------------- | ---- | --- | ---- | ---- |
| 1.   | Martha Bayona           | 720  | 440 | 800  | 1960 |
| 2.   | Steffie van der Peet    | 600  | 640 | 480  | 1720 |
| 3.   | BCC Laurine van Riessen | 400  | 400 | 560  | 1360 |
| 4.   | Mathilde Gros           | 800  | –   | 520  | 1320 |
| 5.   | Kelsey Mitchell         | 520  | 800 | –    | 1320 |
| 6.   | Lauriane Genest         | 640  | 640 | –    | 1280 |
| 7.   | Kristina Clonan         | 440  | 360 |      | 800  |
| 8.   | Ellesse Andrews         | –    | –   | 720  | 720  |
| 9.   | RKD Mina Satō           | –    | 720 | –    | 720  |
| 10.  | Shanne Braspennincx     | –    | –   | 640  | 630  |

#### Teamsprint
| Ort     | Mannschaft                                                                            | Zweite                                                                                | Dritte                                                          |
| ------- | ------------------------------------------------------------------------------------- | ------------------------------------------------------------------------------------- | --------------------------------------------------------------- |
| Glasgow | Niederlande Kyra Lamberink Steffie van der Peet Hetty van de Wouw Laurine van Riessen | Kanada Lauriane Genest Kelsey Mitchell Sarah Orban                                    | Team Wales Rhian Edmunds Emma Finucane Lowri Thomas             |
| Milton  | Deutschland Lea Sophie Friedrich Pauline Grabosch Emma Hinze                          | Niederlande Kyra Lamberink Hetty van de Wouw Laurine van Riessen Steffie van der Peet | Kanada Lauriane Genest Kelsey Mitchell Sarah Orban Jackie Boyle |
| Cali    | Volksrepublik China Guo Yufang Yuan Liying Zhang Linyin                               | Niederlande Shanne Braspennincx Hetty van de Wouw Laurine van Riessen                 | Frankreich Mathilde Gros Taky Marie-Divine Kouamé Julie Michaux |

Gesamtwertung
| Pos. | Mannschaft          | Glas | Mil  | Cali | Pkt  |
| ---- | ------------------- | ---- | ---- | ---- | ---- |
| 1.   | Niederlande         | 1200 | 1080 | 1080 | 3360 |
| 2.   | Kanada              | 1080 | 960  | –    | 2040 |
| 3.   | Volksrepublik China | –    | 600  | 1200 | 1800 |
| 4.   | Großbritannien      | 900  | 900  | –    | 1800 |
| 5.   | Kolumbien           | 780  | –    | 900  | 1680 |
| 6.   | Mexiko              | –    | 840  | 840  | 1680 |
| 7.   | Frankreich          | 660  | –    | 960  | 1620 |
| 8.   | Polen               | 840  | 720  | –    | 1560 |
| 9.   | Deutschland         | –    | 1200 | –    | 1200 |
| 10.  | Team Wales          | 960  | –    | –    | 960  |

#### 500-Meter-Zeitfahren
| Ort     | Siegerin        | Zweite           | Dritte         |
| ------- | --------------- | ---------------- | -------------- |
| Glasgow | Martha Bayona   | Miriam Vece      | Kyra Lamberink |
| Milton  | Kristina Clonan | Pauline Grabosch | Miriam Vece    |
| Cali    | Martha Bayona   | BDR Guo Yufang   | Yuan Liying    |

Gesamtwertung
| Pos. | Fahrerin                     | Glas | Mil | Cali | Pkt  |
| ---- | ---------------------------- | ---- | --- | ---- | ---- |
| 1.   | Martha Bayona                | 800  | 560 | 800  | 2160 |
| 2.   | Miriam Vece                  | 720  | 640 | –    | 1360 |
| 3.   | Pauline Grabosch             | 520  | 720 | –    | 1240 |
| 4.   | Kyra Lamberink               | 640  | 600 | –    | 1240 |
| 5.   | Zhang Linyin                 | –    | 520 | 520  | 1040 |
| 6.   | WAL Emma Finucane            | 440  | 440 | –    | 880  |
| 7.   | WTT Taky Marie-Divine Kouamé | 280  | –   | 560  | 840  |
| 8.   | Lauren Bate                  | 480  | 360 | –    | 840  |
| 9.   | Kristina Clonan              | –    | 800 | –    | 800  |
| 10.  | Guo Yufang                   | –    | –   | 720  | 720  |

#### Einerverfolgung
| Ort     | Siegerin            | Zweite            | Dritte         |
| ------- | ------------------- | ----------------- | -------------- |
| Glasgow | Mieke Kröger        | Franziska Brauße  | Josie Knight   |
| Milton  | Maeve Plouffe       | Vittoria Bussi    | Silvia Zanardi |
| Cali    | Letizia Paternoster | Samantha Donnelly | Wang Susu      |

Gesamtwertung
| Pos. | Fahrerin            | Glas | Mil | Cali | Pkt  |
| ---- | ------------------- | ---- | --- | ---- | ---- |
| 1.   | Wang Susu           | –    | 440 | 640  | 1080 |
| 2.   | Guan Siqi           | –    | 328 | 600  | 928  |
| 3.   | Letizia Paternoster | –    | –   | 800  | 800  |
| 4.   | Maeve Plouffe       | –    | 800 | –    | 800  |
| 5.   | Mieke Kröger        | 800  | –   | –    | 800  |
| 6.   | Samantha Donnelly   | –    | –   | 720  | 720  |
| 7.   | Vittoria Bussi      | –    | 720 | –    | 720  |
| 8.   | Franziska Brauße    | 720  | –   | –    | 720  |
| 9.   | Fabienne Buri       | 280  | 400 | –    | 680  |
| 10.  | Silvia Zanardi      | –    | 640 | –    | 640  |

#### Mannschaftsverfolgung
| Ort     | Mannschaft                                                                             | Zweiter                                                                                   | Dritter                                                                                 |
| ------- | -------------------------------------------------------------------------------------- | ----------------------------------------------------------------------------------------- | --------------------------------------------------------------------------------------- |
| Glasgow | Deutschland Franziska Brauße Lisa Klein Mieke Kröger Laura Süßemilch                   | Großbritannien Katie Archibald Neah Evans Laura Kenny Josie Knight Megan Barker           | Italien Elisa Balsamo Rachele Barbieri Martina Alzini Vittoria Guazzini Chiara Consonni |
| Milton  | Italien Elisa Balsamo Silvia Zanardi Chiara Consonni Martina Fidanza Barbara Guarischi | Australien Sophie Edwards Alyssa Polites Chloe Moran Maeve Plouffe Amber Pate             | Vereinigte Staaten Jennifer Valente Lily Williams Megan Jastrab Shayna Powless          |
| Cali    | Volksrepublik China Huang Zhilin Wang Susu Wang Xiaoyue Zhang Hongjie Liu Jiali        | Neuseeland Michaela Drummond Ella Wyllie Samantha Donnelly Emily Shearman Prudence Fowler | Kolumbien Mariana Herrera Serika Guluma Jennifer Sanchez Camila Valbuena                |

Gesamtwertung
| Pos. | Mannschaft          | Glas | Mil  | Cali | Pkt  |
| ---- | ------------------- | ---- | ---- | ---- | ---- |
| 1.   | Italien             | 1280 | 1600 | –    | 2880 |
| 2.   | Volksrepublik China | –    | 1120 | 1600 | 2720 |
| 3.   | Vereinigte Staaten  | 880  | 1280 | –    | 2160 |
| 4.   | Schweiz             | 720  | 1040 | –    | 1600 |
| 5.   | Deutschland         | 1600 | –    | –    | 1600 |
| 6.   | Usbekistan          | 656  | 880  | –    | 1536 |
| 7.   | Neuseeland          | –    | –    | 1440 | 1440 |
| 8.   | Australien          | –    | 1440 | –    | 1440 |
| 9.   | Großbritannien      | 1440 | –    | –    | 1440 |
| 10.  | Kolumbien           | –    | –    | 1280 | 1280 |

#### Scratch
| Ort    | Siegerin        | Zweite         | Dritte        |
| ------ | --------------- | -------------- | ------------- |
| Milton | Martina Fidanza | Lonneke Uneken | Lily Williams |

#### Ausscheidungsfahren
| Ort     | Siegerin         | Zweite              | Dritte         |
| ------- | ---------------- | ------------------- | -------------- |
| Glasgow | Yūmi Kajihara    | Valentine Fortin    | Ally Wollaston |
| Milton  | Jennifer Valente | Silvia Zanardi      | Sophie Lewis   |
| Cali    | Jennifer Valente | Letizia Paternoster | Yareli Acevedo |

Gesamtwertung
| Pos. | Fahrerin            | Hong | Pet | Cali | Pkt  |
| ---- | ------------------- | ---- | --- | ---- | ---- |
| 1.   | Jennifer Valente    | –    | 800 | 800  | 1600 |
| 2.   | Michelle Andres     | 480  | 560 |      | 1048 |
| 3.   | Tania Calvo         | 440  | –   | 480  | 920  |
| 4.   | Yareli Acevedo      | –    | 192 | 640  | 832  |
| 5.   | Yūmi Kajihara       | 800  | –   | –    | 800  |
| 6.   | Letizia Paternoster | –    | –   | 720  | 720  |
| 7.   | Silvia Zanardi      | –    | 720 | –    | 720  |
| 8.   | Valentine Fortin    | 720  | –   | –    | 720  |
| 9.   | Mariana Herrera     | 144  | –   | 560  | 704  |
| 10.  | Argyro Milaki       | 160  | –   | 520  | 680  |

#### Omnium
| Ort     | Siegerin         | Zweite             | Dritte          |
| ------- | ---------------- | ------------------ | --------------- |
| Glasgow | Yūmi Kajihara    | Maike van der Duin | Lotte Kopecky   |
| Milton  | Elisa Balsamo    | Jennifer Valente   | Alexandra Manly |
| Cali    | Jennifer Valente | Victoria Velasco   | Liu Jiali       |

Gesamtwertung
| Pos. | Fahrerin              | Hong | Pet | Cali | Pkt  |
| ---- | --------------------- | ---- | --- | ---- | ---- |
| 1.   | Jennifer Valente      | –    | 720 | 800  | 1520 |
| 2.   | Yūmi Kajihara         | 800  | 600 | –    | 1400 |
| 3.   | Victoria Velasco      | –    | 360 | 720  | 1080 |
| 4.   | Anita Yvonne Stenberg | 520  | 520 | –    | 1040 |
| 5.   | Argiro Milaki         | 160  | 256 | 520  | 936  |
| 6.   | Liu Jiali             | –    | 208 | 640  | 848  |
| 7.   | Tania Calvo           | 1    | 280 | 560  | 841  |
| 8.   | Elisa Balsamo         | –    | 800 | –    | 800  |
| 9.   | Maike van der Duin    | 720  | –   | –    | 720  |
| 10.  | Aline Seitz           | 208  | 480 | –    | 688  |

#### Zweier-Mannschaftsfahren
| Ort     | Mannschaft                                         | Zweite                                      | Dritte                                   |
| ------- | -------------------------------------------------- | ------------------------------------------- | ---------------------------------------- |
| Glasgow | Frankreich Marion Borras Valentine Fortin          | Italien Elisa Balsamo Vittoria Guazzini     | Dänemark Amalie Dideriksen Julie Leth    |
| Milton  | Italien Elisa Balsamo Chiara Consonni              | Australien Alexandra Manly Chloe Moran      | Irland Mia Griffin Alice Sharpe          |
| Cali    | Vereinigte Staaten Colleen Gulick Jennifer Valente | Italien Francesca Selva Letizia Paternoster | Neuseeland Michaela Drummond Ella Wyllie |

Gesamtwertung
| Pos. | Mannschaft         | Hong | Pet  | Cali | Pkt  |
| ---- | ------------------ | ---- | ---- | ---- | ---- |
| 1.   | Italien            | 1440 | 1600 | 1440 | 4480 |
| 2.   | Vereinigte Staaten | 720  | 1040 | 1600 | 3360 |
| 3.   | Australien         | 1040 | 1440 | –    | 2480 |
| 4.   | Irland             | 960  | 1280 | –    | 2240 |
| 5.   | Deutschland        | 880  | 1120 | –    | 2000 |
| 6.   | Belgien            | 1120 | 720  | –    | 1840 |
| 7.   | Kolumbien          | 608  | –    | 1200 | 1808 |
| 8.   | Mexiko             | –    | 608  | 1120 | 1728 |
| 9.   | Schweiz            | 956  | 960  | –    | 1616 |
| 10.  | Frankreich         | 1600 | –    | –    | 1600 |

### Männer

#### Sprint
| Ort     | Sieger             | Zweiter            | Dritter          |
| ------- | ------------------ | ------------------ | ---------------- |
| Glasgow | Harrie Lavreysen   | Matthew Richardson | Sébastien Vigier |
| Milton  | Matthew Richardson | Jeffrey Hoogland   | TIN Jack Carlin  |
| Cali    | Nicholas Paul      | Harrie Lavreysen   | Jeffrey Hoogland |

Gesamtwertung
| Pos. | Fahrer                   | Glas | Mil | Cali | Pkt  |
| ---- | ------------------------ | ---- | --- | ---- | ---- |
| 1.   | Harrie Lavreysen         | 800  | –   | 720  | 1520 |
| 2.   | Matthew Richardson       | 720  | 800 | –    | 1520 |
| 3.   | Nicholas Paul            | 600  | –   | 800  | 1400 |
| 4.   | Jeffrey Hoogland         | –    | 720 | 640  | 1360 |
| 5.   | Jack Carlin              | 560  | 640 | –    | 1200 |
| 6.   | Jaïr Tjon En Fa          | 480  | –   | 400  | 880  |
| 7.   | Nick Wammes              | 440  | 360 | –    | 800  |
| 8.   | Sándor Szalontay         | 360  | 400 | –    | 760  |
| 9.   | BCC Sam Ligtlee          | 232  | 520 | –    | 752  |
| 10.  | Santiago Ramírez Morales | 208  | 96  | 440  | 744  |

#### Keirin
| Ort     | Sieger           | Zweiter            | Dritter            |
| ------- | ---------------- | ------------------ | ------------------ |
| Glasgow | Harrie Lavreysen | Kevin Quintero     | Matthew Richardson |
| Milton  | Kevin Quintero   | Matthew Richardson | Stefan Bötticher   |
| Cali    | Nicholas Paul    | Jai Angsuthasawit  | Sam Dakin          |

Gesamtwertung
| Pos. | Fahrer                   | Hong | Pet | Cali | Pkt  |
| ---- | ------------------------ | ---- | --- | ---- | ---- |
| 1.   | Kevin Quintero           | 720  | 800 | –    | 1520 |
| 2.   | Matthew Richardson       | 640  | 720 | –    | 1360 |
| 3.   | Harrie Lavreysen         | 800  | –   | 480  | 1280 |
| 4.   | Stefan Bötticher         | –    | 640 | 600  | 1240 |
| 5.   | Santiago Ramírez Morales | 1    | 600 | 440  | 1041 |
| 6.   | Nicholas Paul            | 160  | –   | 800  | 960  |
| 7.   | Jack Carlin              | 280  | 520 | –    | 800  |
| 8.   | Jaïr Tjon En Fa          | 400  | –   | 328  | 800  |
| 9.   | Jai Angsuthasawit        | 1    | –   | 720  | 721  |
| 10.  | Joseph Truman            | 280  | 440 | –    | 720  |

#### Teamsprint
| Ort     | Mannschaft                                                                | Zweite                                                                    | Dritte                                                                    |
| ------- | ------------------------------------------------------------------------- | ------------------------------------------------------------------------- | ------------------------------------------------------------------------- |
| Glasgow | Australien Thomas Cornish Leigh Hoffman Matthew Richardson                | Frankreich Florian Gengbo Rayan Helal Sébastien Vigier                    | Niederlande Harrie Lavreysen Roy van den Berg Tijmen van Loon Sam Ligtlee |
| Milton  | Niederlande Jeffrey Hoogland Sam Ligtlee Roy van den Berg Tijmen van Loon | Volksrepublik China Liu Qi Luo Yongjia Zhou Yu                            | Deutschland Stefan Bötticher Marc Jurczyk Paul Schippert                  |
| Cali    | Volksrepublik China Lu Jiachen Xue Chenxi Zhou Yu                         | Kolumbien A Cristian David Ortega Kevin Quintero Santiago Ramírez Morales | Kolumbien B Carlos Echeverri Rubén Murillo Juan David Ochoa               |

Gesamtwertung
| Pos. | Mannschaft          | Glas | Mil  | Cali | Pkt  |
| ---- | ------------------- | ---- | ---- | ---- | ---- |
| 1.   | Volksrepublik China | –    | 1080 | 1200 | 2280 |
| 2.   | Kolumbien           | 540  | 600  | 1080 | 2220 |
| 3.   | Niederlande         | 960  | 1200 | –    | 2160 |
| 4.   | Großbritannien      | 840  | 900  | –    | 1740 |
| 5.   | Polen               | 900  | 840  | –    | 1740 |
| 6.   | Deutschland         | 660  | 960  | –    | 1620 |
| 7.   | Kanada              | 780  | 780  | –    | 1560 |
| 8.   | Mexiko              | –    | 492  | 900  | 1392 |
| 9.   | Griechenland        | 420  | –    | 960  | 1380 |
| 10.  | Tschechien          | 600  | 660  | –    | 1260 |

#### 1000-Meter-Zeitfahren
| Ort     | Sieger              | Zweiter                  | Dritter                   |
| ------- | ------------------- | ------------------------ | ------------------------- |
| Glasgow | Cristian Ortega     | Melvin Landerneau        | Alejandro Martínez Chorro |
| Milton  | Xue Chenxi          | Nick Kergozou            | Santiago Ramírez Morales  |
| Cali    | Maximilian Dörnbach | Santiago Ramírez Morales | Melvin Landerneau         |

Gesamtwertung
| Pos. | Fahrer                    | Glas | Mil | Cali | Pkt  |
| ---- | ------------------------- | ---- | --- | ---- | ---- |
| 1.   | Santiago Ramírez Morales  | 600  | 640 | 720  | 1960 |
| 2.   | Melvin Landerneau         | 720  | –   | 640  | 1360 |
| 3.   | Cristian Ortega           | 800  | –   | 520  | 1320 |
| 4.   | Alejandro Martínez Chorro | 640  | –   | 560  | 1200 |
| 5.   | Davide Boscaro            | 560  | 600 | –    | 1160 |
| 6.   | Francesco Lamon           | 520  | –   | 440  | 960  |
| 7.   | Juan Carlos Ruiz Teran    | –    | 560 | 360  | 920  |
| 8.   | Maximilian Dörnbach       | –    | –   | 800  | 800  |
| 9.   | Xue Chenxi                | –    | 800 | –    | 800  |
| 10.  | Tomáš Bábek               | 280  | 480 | –    | 760  |

#### Einerverfolgung
| Ort     | Sieger             | Zweite              | Dritte           |
| ------- | ------------------ | ------------------- | ---------------- |
| Glasgow | Corentin Ermenault | Nicolas Heinrich    | Charlie Tanfield |
| Milton  | Nicolas Heinrich   | Tobias Buck-Gramcko | James Moriarty   |
| Cali    | Jonathan Milan     | Davide Plebani      | Cheng Tingzhuan  |

Gesamtwertung
| 1.  | Davide Plebani         | 400 | 480 | 720 | 1600 |
| 2.  | Nicolas Heinrich       | 720 | 800 |     | 1520 |
| 3.  | Tobias Buck-Gramcko    | 600 | 720 | –   | 1320 |
| 4.  | Cheng Tingzhuang       | –   | 328 | 640 | 968  |
| 5.  | Jonathan Milan         | –   | –   | 800 | 800  |
| 6.  | Corentin Ermenault     | 800 | –   |     | 800  |
| 7.  | Daniel Crista          | –   | 304 | 480 | 784  |
| 8.  | Zhang Haiao            | –   | 400 | 360 | 760  |
| 9.  | CWD Spencer Seggebruch | –   | 232 | 520 | 752  |
| 10. | James Moriarty         | –   | 640 | –   | 640  |

#### Mannschaftsverfolgung
| Ort     | Mannschaft                                                                              | Zweiter                                                                                 | Dritter                                                                                      |
| ------- | --------------------------------------------------------------------------------------- | --------------------------------------------------------------------------------------- | -------------------------------------------------------------------------------------------- |
| Glasgow | Frankreich Benjamin Thomas Thomas Denis Corentin Ermenault Eddy Le Huitouze             | Großbritannien Ethan Vernon Oliver Wood Rhys Britton Charlie Tanfield                   | Dänemark Tobias Hansen Rasmus Pedersen Carl-Frederik Bévort Robin Skivild                    |
| Milton  | Australien Graeme Frislie James Moriarty Josh Duffy Conor Leahy                         | Italien Davide Plebani Carloalberto Giordani Stefano Moro Mattia Pinazzi Davide Boscaro | Deutschland Tobias Buck-Gramcko Nicolas Heinrich Leon Rohde Domenic Weinstein Theo Reinhardt |
| Cali    | Italien Francesco Lamon Michele Scartezzini Liam Bertazzo Jonathan Milan Davide Plebani | Volksrepublik China Yang Yang Jiang Zhihui Qiu Zhentao Sun Haijiao Zhang Haiao          | Kolumbien A Juan Esteban Arango Jordan Parra Bryan Steve Gomez Brayan Stiven Sanchez         |

Gesamtwertung
| Pos. | Mannschaft          | Glas | Mil  | Cali | Pkt  |
| ---- | ------------------- | ---- | ---- | ---- | ---- |
| 1.   | Italien             | 1200 | 1440 | 1600 | 4240 |
| 2.   | Volksrepublik China | –    | 1040 | 1440 | 2480 |
| 3.   | Deutschland         | 1120 | 1280 | –    | 2400 |
| 4.   | Usbekistan          | 656  | 960  | –    | 1616 |
| 5.   | Australien          | 1600 | –    | –    | 1600 |
| 6.   | Frankreich          | 1600 | –    | –    | 1600 |
| 7.   | Großbritannien      | 1440 | –    | –    | 1440 |
| 8.   | Kolumbien A         | –    | –    | 1280 | 1280 |
| 9.   | Dänemark            | 1280 | –    | –    | 1280 |
| 10.  | Vereinigte Staaten  | –    | –    | 1200 | 1200 |

#### Scratch
| Ort    | Sieger       | Zweiter             | Dritter        |
| ------ | ------------ | ------------------- | -------------- |
| Milton | Rhys Britton | Erik Martorell Haga | Mattia Pinazzi |

#### Ausscheidungsfahren
| Ort     | Sieger        | Zweiter             | Dritter             |
| ------- | ------------- | ------------------- | ------------------- |
| Glasgow | Elia Viviani  | BCC Yoeri Havik     | Tim Torn Teutenberg |
| Milton  | Jules Hesters | Yoeri Havik         | Gavin Hoover        |
| Cali    | Akil Campbell | Michele Scartezzini | Jordan Parra        |

Gesamtwertung
| Pos. | Fahrer              | Hong | Pet | Cali | Pkt  |
| ---- | ------------------- | ---- | --- | ---- | ---- |
| 1.   | Yoeri Havik         | 720  | 720 | –    | 1440 |
| 2.   | Mathias Guillemette | 192  | 600 | 480  | 1272 |
| 3.   | Tim Torn Teutenberg | 640  | 560 | –    | 1200 |
| 4.   | BGT Eiya Hashimoto  | 560  | 480 | –    | 1040 |
| 5.   | Akil Campbell       | –    | –   | 800  | 800  |
| 6.   | Jules Hesters       | –    | 800 | –    | 800  |
| 7.   | Elia Viviani        | 800  | –   | –    | 800  |
| 8.   | Edwin Sutherland    | –    | 192 | 600  | 792  |
| 9.   | Michele Scartezzini | –    | –   | 720  | 720  |
| 10.  | Erik Martorell Haga | –    | 128 | 520  | 648  |

#### Omnium
| Ort     | Sieger          | Zweiter                   | Dritter               |
| ------- | --------------- | ------------------------- | --------------------- |
| Glasgow | TIN Oliver Wood | Sebastián Mora            | Fabio Van den Bossche |
| Milton  | Ethan Hayter    | Gavin Hoover              | Jan-Willem van Schip  |
| Cali    | Matteo Donegà   | Bernard Benyamin van Aert | Juan Esteban Arango   |

Gesamtwertung
| Pos. | Fahrer                | Hong | Pet | Cali | Pkt  |
| ---- | --------------------- | ---- | --- | ---- | ---- |
| 1.   | Gavin Hoover          | 600  | 720 |      | 1320 |
| 2.   | Tim Torn Teutenberg   | 480  | 600 |      | 1080 |
| 3.   | Jan-Willem van Schip  | 256  | 640 |      | 896  |
| 4.   | Ethan Hayter          | –    | 800 |      | 800  |
| 5.   | TIN Oliver Wood       | 800  | –   |      | 800  |
| 6.   | Sebastián Mora        | 720  | –   |      | 720  |
| 7.   | João Matias           | 400  | 304 |      | 704  |
| 8.   | Fabio Van den Bossche | 640  | –   |      | 640  |
| 9.   | Simon Vitzthum        | 176  | 440 |      | 616  |
| 10.  | BCC Vincent Hoppezak  | –    | 560 |      | 560  |

#### Zweier-Mannschaftsfahren
| Ort     | Mannschaft                                   | Zweite                                           | Dritte                                         |
| ------- | -------------------------------------------- | ------------------------------------------------ | ---------------------------------------------- |
| Glasgow | Frankreich Thomas Boudat Benjamin Thomas     | Japan Shunsuke Imamura Kazushige Kuboki          | Italien Michele Scartezzini Simone Consonni    |
| Milton  | Niederlande Yoeri Havik Jan-Willem van Schip | Großbritannien Ethan Hayter Rhys Britton         | Deutschland Theo Reinhardt Tim Torn Teutenberg |
| Cali    | Italien Francesco Lamon Michele Scartezzini  | Mexiko Ricardo Peña Salas Jorge Peyrot Balvanera | Kolumbien Juan Esteban Arango Jordan Parra     |

Gesamtwertung
| Pos. | Mannschaft     | Hong | Pet  | Cali | Pkt  |
| ---- | -------------- | ---- | ---- | ---- | ---- |
| 1.   | Japan          | 1440 | 1040 |      | 2480 |
| 2.   | Belgien        | 1120 | 1120 |      | 2240 |
| 3.   | Niederlande    | 560  | 1600 |      | 2160 |
| 4.   | Großbritannien | 720  | 1440 |      | 2160 |
| 5.   | Italien        | 1280 | 880  |      | 2160 |
| 6.   | Deutschland    | 800  | 1280 |      | 2080 |
| 7.   | Portugal       | 1200 | 560  |      | 1760 |
| 8.   | Frankreich     | 1600 | –    |      | 1600 |
| 9.   | Australien     | 608  | 960  |      | 1568 |
| 10.  | Neuseeland     | 960  | 464  |      | 1424 |

### Teamwertung
| Pos. | Nation/Team         | Glas    | Mil     | Cali    | Gesamt  |
| ---- | ------------------- | ------- | ------- | ------- | ------- |
| 1.   | Italien             | 11394,0 | 13680,0 | 10488,0 | 35562,0 |
| 2.   | Kolumbien           | 8161,0  | 5832,0  | 16908,0 | 30901,0 |
| 3.   | Deutschland         | 13045,0 | 15009,0 | 2240,0  | 30294,0 |
| 4.   | Volksrepublik China | –       | 9960,0  | 12065,0 | 28897,0 |
| 5.   | Niederlande         | 9528,0  | 9760,0  | –       | 19288,0 |
| 6.   | Australien          | 9385,0  | 14032,0 | –       | 23417,0 |
| 7.   | Kanada              | 7088,0  | 13900,0 | 1937,0  | 22925,0 |
| 8.   | Großbritannien      | 11484,0 | 9960,0  | –       | 21444,0 |
| 9.   | Frankreich          | 14796,0 | –       | 4360,0  | 19156,0 |
| 10.  | Vereinigte Staaten  | 3905,0  | 8401,0  | 6600,0  | 18906,0 |